# Барціо
Барціо (італ. Barzio) — муніципалітет в Італії, у регіоні Ломбардія, провінція Лекко.
Барціо розташоване на відстані близько 520 км на північний захід від Рима, 60 км на північ від Мілана, 13 км на північний схід від Лекко.
Населення — 1303 особи (2014).
Покровитель — святий Алессандро.

## Демографія
Населення за роками:

Станом на 1 січня 2023 року в муніципалітеті офіційно проживало 77 іноземців з 27 країн, серед них 14 громадян країн Євросоюзу та 10 громадян України.

## Сусідні муніципалітети
- Кассіна-Вальсассіна
- Кремено
- Інтробіо
- Моджо
- Пастуро
- Вальторта
- Ведезета